# IMEパッド
IMEパッド（アイエムイーパッド）は、Microsoftが発売するMicrosoft IMEに付属する文字コード表から文字を選択するか手書きの方法を利用することによって文字を入力するアプリケーションのことである。

## 概要
Windowsでは日本語版に付属するMicrosoft IMEのかな漢字変換を利用することで日本語の入力が可能であった。1998年のWindows 98より、Microsoft IMEにはIMEパッドが付属した。また、Microsoft OfficeのMS-IME 98にも付属した。
Microsoft Office IME 2007から付属するIMEパッドにおいては、それまでとは大きく機能が変更された、
IMEパッドの文字コード表はWindows付属の文字コード表と比較して文字コード表の表形式に従った並びになっている特徴がある。

## 機能

### MS-IME 98、MS IME 2000
- 手書きによる入力
- Shift_JIS（正確にはMicrosoft Codepage 932）の文字一覧からの選択
- Unicodeの文字一覧からの選択
- ソフトキーボード
- 漢字の画数からの検索
- 漢字の部首からの検索

### Office IME 2007
- JIS X 0213文字一覧からの入力
- JIS X 0212文字一覧からの入力
- JIS X 0208文字一覧からの入力
- Unicodeの基本多言語面以外の文字一覧からの入力

## 参考
- Microsoft IME - 日本語入力ツールバーの［IMEパッド］の使用方法
- IMEツールバーの一般的な使用方法（IME 2000/98）